# 潮阳县
潮阳县，中国旧县名，广东省汕头市潮阳区、潮南区等地的前身。

## 明朝嘉靖前
东晋时置县。明朝嘉靖前县域区划包括现潮阳区、潮南区、濠江区、普宁市一部分、惠来县一部分。唐朝时属潮州，永徽年间省潮阳县，先天初年复置，天宝年间曾属潮阳郡。元朝时，属潮州路。明朝时，属潮州府，嘉靖三年（1524年）十月，以潮阳县惠来都置惠来县。

## 清朝至中华民国时期
清朝时，考评：繁，疲，难。区划包括现潮阳区、潮南区、濠江区。
1938年4月，日军首次轰炸潮阳县城。1939年6月21日，汕头市沦陷于侵华日军之手。1940年4月29日，汪伪政权在达濠成立伪潮阳县政府。1941年3月24日夜，日军分三路进攻县城。于25日凌晨，攻占潮阳县城。伪潮阳县政府由达濠迁至县城办公。中华民国潮阳县政府内迁胪岗，后迁港头、鹤洋等地。1945年8月15日，日本投降。9月15日，中华民国政府收复潮阳县城，县政府由鹤洋迁回县城。

## 中华人民共和国时期
1949年10月间，中华人民共和国政府取得广东战役胜利，攻占广东省。中国人民解放军闽粤赣边纵队二支第十一团先头部队在10月19日夜进入潮阳县城。20日上午，中共潮阳县委工作人员与边纵二支第四、九、十一团进入县城。是谓“潮阳解放”。当日，成立中国人民解放军潮阳县军事管制委员会和潮阳县人民政府。军管会主任郑希，副主任杜伦，县长吴扬，副县长方维新。22日，边纵队二支第十一团，歼灭残敌。至此，解放军攻占潮阳县全境。
1949年后，潮阳县历属潮汕专区、粤东行政区、汕头专区、汕头地区、汕头市。1958年后区划包括现潮阳区、潮南区。1993年4月9日，潮阳撤县设潮阳市。2003年，汕头市行政区划调整，撤销潮阳市，所辖区域分设潮阳区（政府驻地在文光街道）、潮南区（政府驻地在峡山街道）。